# Marieux
Marieux – miejscowość i gmina we Francji, w regionie Hauts-de-France, w departamencie Somma.
Według danych na rok 1990 gminę zamieszkiwały 92 osoby, a gęstość zaludnienia wynosiła 23 osoby/km² (wśród 2293 gmin Pikardii Marieux plasuje się na 905. miejscu pod względem liczby ludności, natomiast pod względem powierzchni na miejscu 968.).